# Kepies
Kepies is een bestuurslaag in het regentschap Bener Meriah van de provincie Atjeh, Indonesië. Kepies telt 235 inwoners (volkstelling 2010).